# Ghisa
La ghisa (detta fino all'Ottocento ferraccio per la minore qualità e la peggiore lavorabilità rispetto all'acciaio dolce) è una lega ferrosa costituita principalmente da ferro e carbonio con tenore di carbonio relativamente alto (2,06% < C < 6,67% che è il limite di saturazione) ottenuta per riduzione o trattamento a caldo dei minerali di ferro. 
Le ghise si classificano come ipoeutettiche, eutettiche o ipereutettiche se il tenore di carbonio è rispettivamente minore di 4,3%, uguale a 4,3% o maggiore di 4,3%. (Le leghe ferrose con tenore di carbonio 0,08% < C < 2,06% sono gli acciai). 
La ghisa con tenore di carbonio 4,3% (punto eutettico) fonde a circa  1150 °C. All'aumentare o al diminuire del tenore di carbonio la temperatura di fusione aumenta.

## Produzione

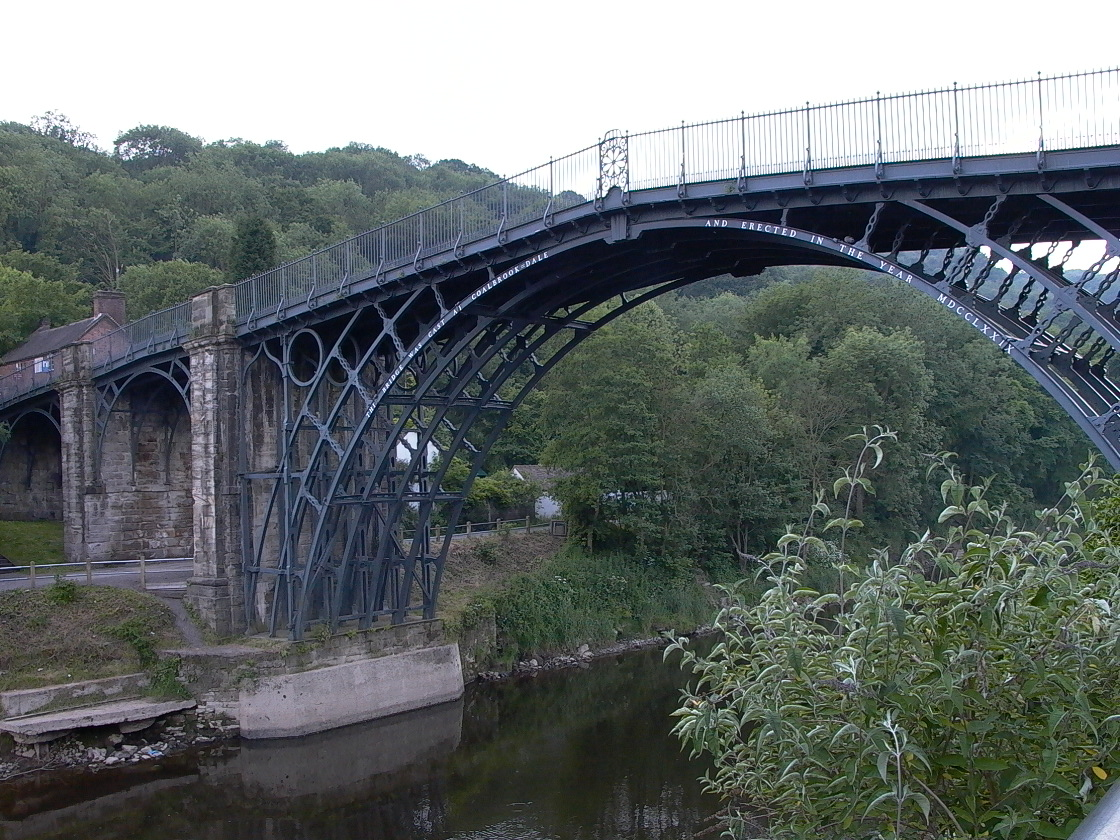
LIron Bridge, ponte che attraversa il Severn, realizzato interamente in ghisa

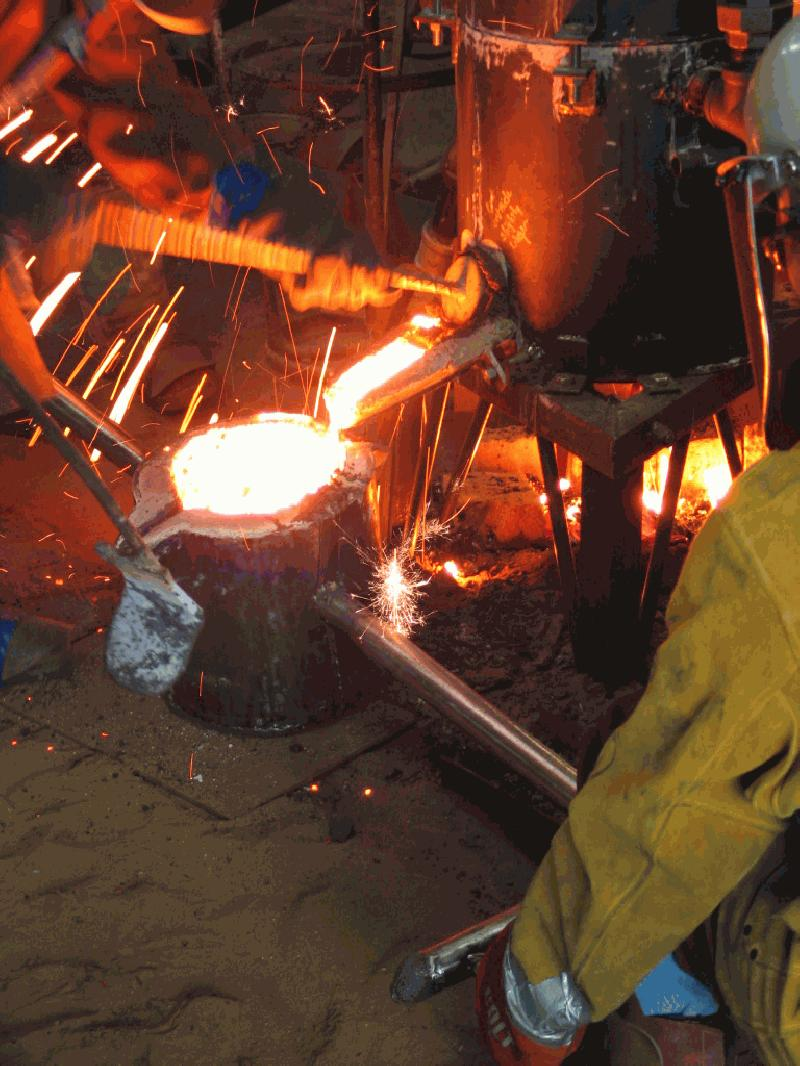
Fusione della ghisa

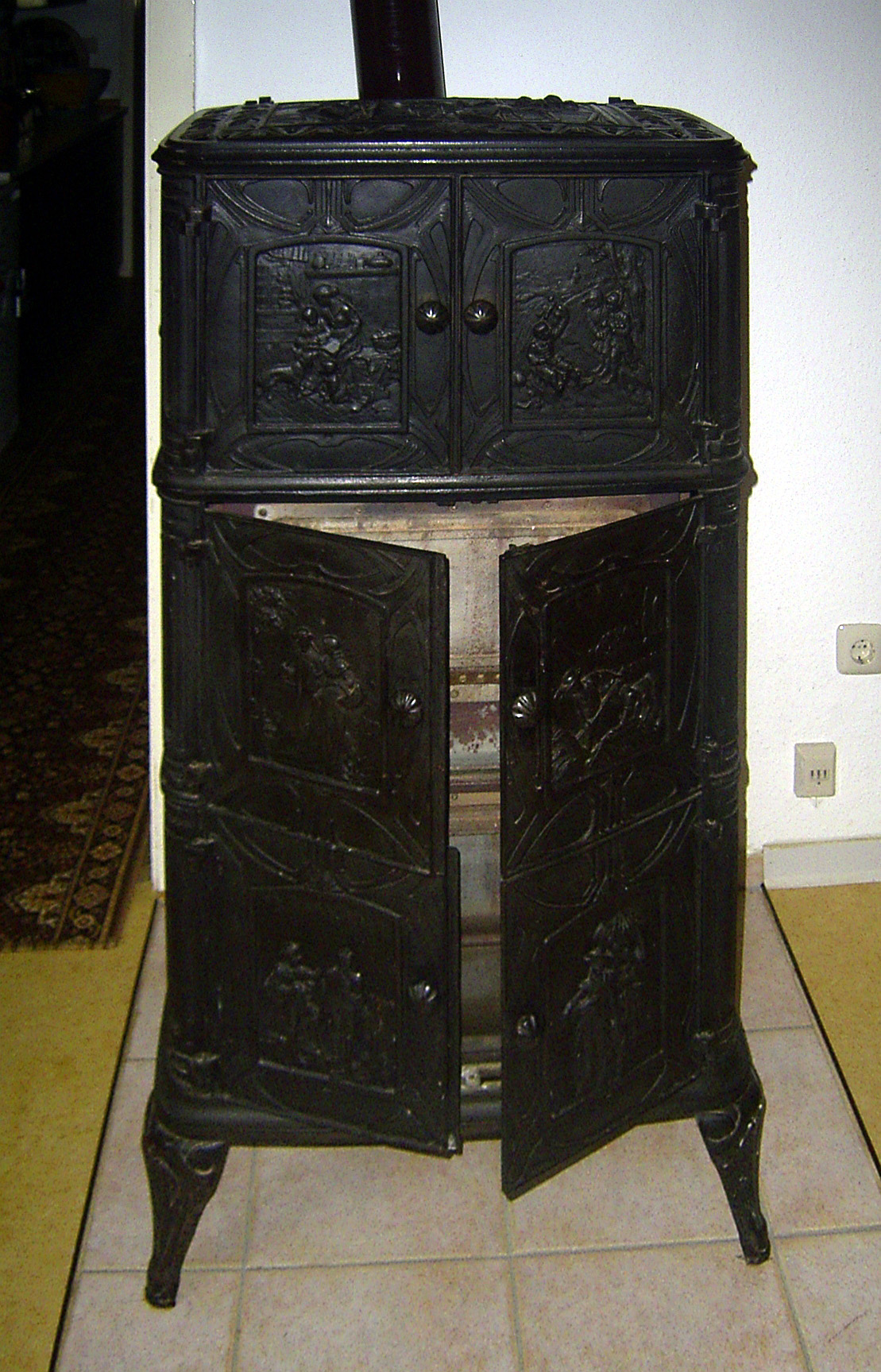
Stufa in ghisa

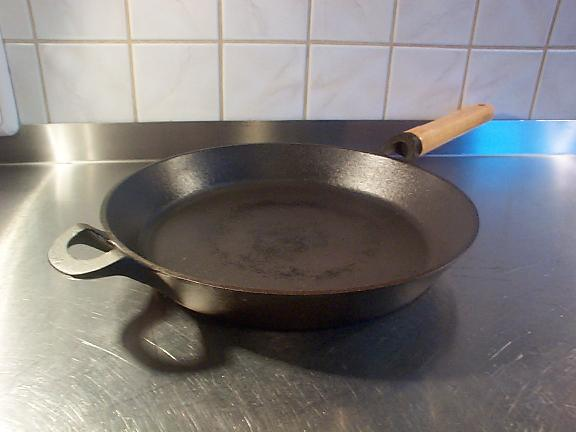
Padella di ghisa

La produzione della ghisa avviene generalmente per riduzione degli ossidi di ferro mediante la combustione di carbon coke a contatto con essi, in apparecchiature chiamate altiforni. Il minerale viene disposto a strati alternati con carbon coke a basso tenore di zolfo; il ferro contenuto nel minerale, quando raggiunge lo stato liquido, cola verso il basso e viene raccolto in appositi contenitori. Dagli anni '90 del Novecento l'industria dispone del processo Corex che può sostituire l'altoforno comportando numerosi vantaggi, tra cui l'eliminazione della cokeria.
L'impiego principale della ghisa è quello intermedio nella produzione di acciaio, che si ottiene per decarburazione della ghisa in apparecchiature dette convertitori in cui viene insufflato ossigeno o aria: il gas, reagendo con il carbonio, riduce il tasso nel metallo fuso e viene evacuato come anidride carbonica.
Rispetto all'acciaio dolce (C < 1,5%), la ghisa ha una maggiore durezza, quindi maggior resistenza all'abrasione, e minore resilienza, quindi maggiore fragilità. Ha un coefficiente di dilatazione termica più basso (10 ppm contro 12 ppm, cioè circa il 20% in meno); questa caratteristica, aggiunta all'effetto lubrificante del carbonio presente nella lega sotto forma di grafite, la rende adatta per accoppiamenti ove vi siano variazioni di temperatura. Inoltre l'elevato contenuto del carbonio nella ghisa ha un notevole effetto antiruggine, cosicché i manufatti in ghisa, specialmente gli arredi urbani (panchine, fontanelle, chiusini), spesso vengono verniciati non ai fini protettivi, ma solo per motivi estetici.
La struttura cristallina (microstruttura) discontinua della ghisa costituisce uno smorzatore delle vibrazioni meccaniche.
A differenza dell'acciaio, che può essere modellato in prevalenza per forgiatura o laminazione, dato che a temperatura di fusione si liquefa restando notevolmente viscoso, la ghisa, per la sua bassa viscosità alla temperatura di fusione, è usata in larga misura anche nella produzione di getti di fusione. Questi consistono nel realizzare la forma negativa di ciò che si vuole ottenere e colare poi nello stampo la ghisa liquida che, andando a occupare la parte vuota, assume la forma desiderata. Le fusioni in ghisa con materiali di qualità permettono di ottenere forme complesse e dettagli minuti. La velocità di raffreddamento dei getti influenza la struttura della ghisa che risulta bianca se il raffreddamento è rapido o grigia se è lento.
In passato la fusione della ghisa avveniva esclusivamente in terra; poi si è passati alla fusione in conchiglia; oggi si è arrivati alla colata continua, da cui si ricava la cosiddetta ghisa idraulica. Le barre a colata continua, grazie alle loro estrema compattezza e assoluta assenza di soffiature, hanno un'ottima qualità e un profilo costante; a parità di lega, le caratteristiche meccaniche risultano nettamente migliori di quelle di una tradizionale fusione in terra. Come si desume dal nome, si può usare questo tipo di ghisa nella produzione di valvole e componenti idraulici senza il rischio di riscontrare trafili del fluido a causa delle soffiature.
Le caratteristiche che consentono il conveniente uso della ghisa in molte applicazioni sono:
- economicità nella produzione;
- resistenza all'usura;
- buona lavorabilità con macchine utensili;
- possibilità di realizzare forme molto complesse mediante semplice fusione;
- ottima fusibilità;
- durezza, che come controparte comporta fragilità.

Le eccellenti caratteristiche meccaniche del materiale e la facilità di formatura spiegano la sua diffusione, anche in prodotti attuali di buona tecnologia, come i monoblocchi dei motori automobilistici. La facilità di fusione fa sì che questa operazione primaria sia anche definitiva per dare la forma (salvo le lavorazioni finali), mentre per l'acciaio le fucinature a caldo e le lavorazioni meccaniche a freddo sono energeticamente onerose ed impegnano riprese di lavorazioni, magazzinaggi e tempo.

## Tipi di ghisa
La ghisa può essere classificata in:
- Ghisa grigia;
- Ghisa bianca;
- Ghisa malleabile;
- Ghisa grigia lamellare, individuata dalle norme EN con la sigla GJL;
- Ghisa grigia sferoidale (detta anche duttile o nodulare), individuata dalle norme EN con la sigla GJS.
- Ghisa vermicolare

## Storia della ghisa
I primi tentativi di produzione della ghisa nel bacino del Mediterraneo si possono far risalire a oltre 1000 anni a.C. I minerali ferrosi venivano riscaldati con carbone di legna in forge rudimentali. 
Lo sviluppo iniziò in Europa relativamente tardi, dato che i forni riuscivano di rado a superare i 750 °C (temperatura di fusione minima della combinazione ferro - carbonio con presenza di carbonio del 0,81%). Infatti il "ferro" veniva in realtà prodotto direttamente come "acciaio", in quanto il carbonio incombusto presente nel carbone di legna si combinava con il ferro. La massa arroventata e spugnosa veniva percossa fino ad espellere le impurità minerali contenute; per facilitare questa operazione, chiamata puddellaggio, i magli venivano allestiti in prossimità di corsi d'acqua. Durante la lavorazione il metallo veniva sottoposto a numerose ripiegature che ne favorivano la formazione di fibre.
Nelle montagne sopra Bienno, in Val Camonica, è stato ritrovato un forno con un massello di "ferraccio" databile al 700 d.C. circa, segno dei buoni progressi tecnici dei forni, in grado di superare i 900 °C e di avvicinarsi ai 1200 °C.
La ghisa era un sottoprodotto indesiderato della produzione della spugna di ferro in bassoforni particolarmente efficienti. Trovava un limitato utilizzo, assieme al ferro dolce, nella produzione dell'acciaio a pacchetto. Per buona parte del Medioevo nell'Europa occidentale la produzione siderurgica continuò a essere basata sulla battitura delle spugne ottenute nei bassoforni.
Nei secoli successivi in diverse parti d'Europa un progressivo lavoro di affinamento dei metodi di costruzione dei forni portò alla realizzazione dei primi forni "a torre", antenati dei moderni altiforni, in varie forme. Due dei più vecchi siti di produzione della ghisa mediante forni a torre sono stati trovati a Lapphyttan e Vinarhyttan, in Svezia; sono datati tra il 1150 ed il 1350. 
Al termine del XIV secolo iniziò a crearsi un mercato specifico della ghisa, spinto dalla necessità di produrre cannoni e palle da cannone, ed essa cominciò ad essere prodotta in diverse parti d'Europa in forni a torre che usavano il carbone di legna come agente riducente.
Mentre i forni a cupola per la produzione della spugna metallica necessitavano di essere distrutti alla fine della combustione, i cosiddetti "Stuckofen", forni "alla norvegese", e forni "alla bresciana" lavoravano con un processo continuo e consumavano meno combustibile: potevano produrre fino a 1.300–1.500 kg di ghisa al giorno con 3.000–3.200 kg di carbone di legna.
La ghisa era un ottimo materiale da fonderia, ma aveva scarse qualità meccaniche. Con le tecniche dell'epoca solo piccole quantità potevano essere decarburate per ottenere acciaio lavorabile; per questo motivo le forge catalane rimasero in uso in Europa e nel Nord America fino alla fine del XVIII secolo.
Il termine 'ghisa' deriva dal tedesco 'Gusseisen', che indica proprio la ghisa e che letteralmente significa 'ferro colato'.

## Uso dialettale e figurativo del termine
A Milano "el ghisa" è l'appellativo familiare dato al vigile urbano, probabilmente a causa dell'uniforme nera, che ricorda il colore dei getti di ghisa. Altri sostengono che questo appellativo si deve allo stemma di ghisa che portano sul caschetto. L'origine più probabile è il fatto che il cappello a cilindro alto e grigio che i vigili portavano nel 1860 ricordava i tubi di ghisa di certe stufe o dei tubi di gronda, anticamente chiamati "canón de stua" ("canna di stufa").
Nel mondo dell'arrampicata alpinistica e sportiva il termine "ghisa" indica che a causa degli sforzi i muscoli degli avambracci si sono induriti al punto da non riuscire più a decontrarsi e poter generare una nuova contrazione. Si sentono spesso espressioni del tipo "ho le braccia ghisate" o "sono ghisato" per dire che il muscolo è indurito a causa del soffocamento dei vasi sanguigni e all'impedito smaltimento di acido lattico e di sostanze di rifiuto generate durante l'attività sportiva.
Nel sollevamento pesi si fa riferimento ai pesi in generale con il termine "ghisa", dato che la maggior parte degli attrezzi utilizzati in questo sport è fatta di questo materiale.